# 易鶚
易鶚（1438年—？），字九霄，河南汝寧府固始縣人，民籍。明朝政治人物。進士出身。

## 生平
河南鄉試第五十三名。成化八年（1472年）壬辰科會試第一百三十名，殿試登進士第三甲第六十四名。

## 家族
曾祖父易鑑。祖父易經。父亲易豫。